# Hubert Hesse (Politiker, 1865)
Hubert Hesse (* 11. November 1865 in Heddernheim bei Frankfurt am Main; † 25. März 1926 in Gießen) war ein deutscher Unternehmer und Mitglied des Provinziallandtages der Provinz Hessen-Nassau. 

## Leben
Hubert Hesse war der Sohn des Fabrikanten und Politikers Hubert Hesse (1826–1908) und dessen Ehefrau Amalia Lyncker (1830–1908, Tochter des Kreisgerichtsrats Heinrich Lyncker und der Sofia Zeppenfeld).
Er besuchte das Gymnasium Heiligenstadt.
Zu Beginn der 1890er Jahre wurde er technischer Direktor der Heddernheimer Kupferwerke, Nachfolgeunternehmen der F. A. Hesse Söhne AG, das sich zu einem der führenden Kupferproduzenten Deutschlands entwickelte. 
Später wurde Hesse Direktor der 1909 angegliederten Süddeutschen Kabelwerke und den Kupferwerken Deutschland in Berlin-Oberschöneweide.
Hesse betätigte sich politisch und wurde Mitglied des Kreistages Frankfurt, dem er von 1904 bis 1910 angehörte. 
1905 erhielt er ein Mandat für den Nassauischen Kommunallandtag des preußischen Regierungsbezirks Wiesbaden und den Provinziallandtag der Provinz Hessen-Nassau, wo er Mitglied des Finanzausschusses war.

## Würdigung
Nach ihm ist in Heddernheim eine Straße benannt.